# Америндијански језици
Америндијански језици су хипотетичка макро-породица језика која обухвата већину староседелачких језика америчког континента. Лингвисти се споре око постојања ове језичке породице, тако да, према неким мишљењима, староседелачке језике Америке треба класификовати у више мањих језичких породица, уместо у ову макро породицу.

## Историја хипотезе
Џозеф Гринберг је предложио хипотезу о постојању америндијанске макро-породице језика 1960, а његов студент Мерит Рулен ју је разрадио. Због великог броја методолошких грешака у Гринберговој књизи објављеној 1987. „Језик у Америкама” ("Language in the Americas"), већина лингвиста је одбацила ову хипотезу.

## Подела
| Гварани Ајмара Наватл | Мајански Кечуа Мапудунгун |

Америндијански језици се према једној од класификација деле на следеће гране:
- Алгонквинско-мосански језици
- Хоканско-сиуански језици
- Пенутијски језици (укључујући мајанске језике)
- Јуто-астечко-таноански језици (укључујући нахуатл)
- Макро-ото-манге језици
- Макро-чибчански језици
- Же-пано-карипски језици
- Андско-екваторијални језици (укључујући језике кечуа, ајмара и гварани)